# Алёховщина
Алёховщина — село в Лодейнопольском районе Ленинградской области. Административный центр Алёховщинского сельского поселения.

## История
В переписи 1710 года упоминается церковь Михайловского Гедевского погоста, деревянная, Николая Чудотворца с приделом князей Бориса и Глеба.

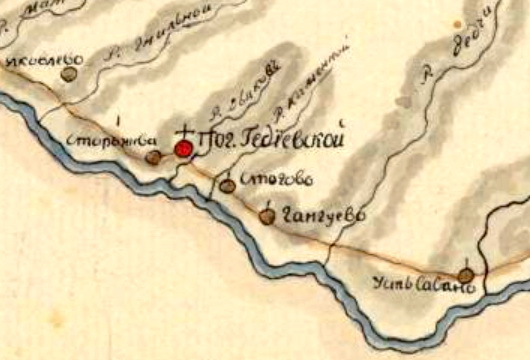
Село Алёховщина (Гедевский погост) на плане уезда 1818 года

На плане западной части Лодейнопольского уезда 1818 года село Алёховщина обозначено как Гедевский погост.
На карте Санкт-Петербургской губернии Ф. Ф. Шуберта 1834 года оно упоминается как деревня Олеховшина.

АЛЕХОВЩИНА — деревня принадлежит Казённому ведомству, число жителей по ревизии: 18 м. п., 25 ж. п. (1838 год)

АЛЕХОВЩИНА — деревня Ведомства государственного имущества, по просёлочной дороге, число дворов — 9, число душ — 25 м. п. (1856 год)

АЛЕХОВЩИНА — деревня казённая при реке Оять, число дворов — 9, число жителей: 32 м. п., 29 ж. п.; Церковь православная. (1862 год)

Сборник Центрального статистического комитета описывал село так:

АЛЕХОВЩИНА — деревня бывшая государственная при реке Ояти, дворов — 14, жителей — 46; Волостное правление (до уездного города 112 вёрст), 2 лавки, постоялый двор. В 1 версте — церковь православная. В 5 верстах — Введенский Островский монастырь. (1885 год)

Согласно материалам по статистике народного хозяйства Новоладожского уезда 1891 года пустошь Селище при селении Алеховщина площадью 198 десятин принадлежала местному крестьянину С. Н. Хвольковскому, пустошь была приобретена в 1879 году за 2000 рублей.
В конце XIX — начале XX века деревня административно относилась к Суббочинской волости 3-го стана Новоладожского уезда Санкт-Петербургской губернии.
С 1917 по 1922 год деревня входила в состав Алёховщинского сельсовета Суббочинской волости Новоладожского уезда.
С 1922 года в составе Лодейнопольского уезда.
В 1926 году население деревни составляло 219 человек.
До февраля 1927 года деревня являлась административным центром Суббочинской волости. С февраля 1927 года, в составе Шапшинской волости, с ноября 1927 года, районный центр Оятского района.
Согласно карте Ленинградской области Северо-западного аэрогеодезического треста ГГУ издания 1932 года село насчитывало 16 крестьянских дворов. В селе находились: часовня, водяная мукомольная мельница, почтово-телеграфная контора и астрономический пункт.
По данным 1933 года деревня Алёховщина являлась административным центром Алёховщинского сельсовета Оятского района, в который входили 15 населённых пунктов: деревни Алёховщина, Афонино, Власовщина, Вязикиничи, Гайгово, Гедевечи, Гонгиничи, Зуево, Игокиничи, Ляжозеро, Новосёлок, Попкино, Стоговы, Сторожево, Яковково, общей численностью населения 1627 человек.
По данным 1936 года в состав Алёховщинского сельсовета входили 13 населённых пунктов, 469 хозяйств и 10 колхозов.

Село Алёховщина на карте РККА 1940 года

В годы Великой Отечественной войны Алёховщина находилась в прифронтовом районе. Об этом напоминает обелиск на братской могиле.
С 1955 года в составе Лодейнопольского района.
По данным 1966 и 1973 годов село Алёховщина также являлось административным центром Алёховщинского сельсовета, в селе располагались центральные усадьбы совхозов «Алёховщина» и «Оятский».
По данным 1990 года в селе Алёховщина проживали 1862 человека. Село являлось административным центром Алёховщинского сельсовета в который входили 16 населённых пунктов: деревни Валданицы, Вязиковичи, Гайгово, Гонгиничи, Заозерье, Игокиничи, Кидебра, Кяргино, Мустиничи, Новинка, Пойкимо, Суббоченицы, Чагоницы, Шахтиницы; село Алёховщина; посёлок Шархиничи, общей численностью населения 2799 человек.
В 1997 году в селе Алёховщина Алёховщинской волости проживали 1835 человек, в 2002 году — 1882 человека (русские — 85 %).
В 2007 году в селе Алёховщина Алёховщинского СП — 1668, в 2010 году — 1599, в 2014 году — 1591 человек.

## География
Село находится в центральной части района на реке Оять.
Село расположено на пересечении автодорог 41А-009 (Лодейное Поле — Чудово) и 41К-016 (Станция Оять — Плотично).
Расстояние до районного центра — 47 км.
Расстояние до ближайшей железнодорожной станции Лодейное Поле — 45 км.

## Демография
| 1838  | 1862  | 1885  | 1926  | 1939  | 1990  | 1997  |
| ----- | ----- | ----- | ----- | ----- | ----- | ----- |
| 43    | ↗61   | ↘46   | ↗219  | ↗686  | ↗1862 | ↘1835 |
| 2007  | 2010  | 2014  | 2015  | 2016  | 2017  |       |
| ↘1668 | ↘1599 | ↘1591 | ↘1584 | ↗1602 | ↗1620 |       |

Национальный состав
Согласно данным Всероссийской переписи населения 2021 года в селе проживали 1743 человека, из них:
 русские — 1668, украинцы — 9, вепсы — 6, белорусы — 5, казахи — 5, карелы — 2, коми-пермяки — 2, модаване — 2, грузины — 1, азербайджанцы — 1, татары — 1, финны — 1, чуваши — 1, другие национальности — 14 человек, остальные национальность не указали.

## Инфраструктура
Крупнейшее село Лодейнопольского района.
В селе имеются школа, Дом культуры, мастерские гончарных промыслов.
На 1 января 2014 года в селе было зарегистрировано: хозяйств — 684, частных жилых домов — 359
На 1 января 2015 года в селе зарегистрировано: хозяйств — 662, жителей — 1584.

## Достопримечательности
- Церковь Михаила Архангела, деревянная, постройки 1730 года. Была закрыта в 1939 году. Вновь действует с 1989 года[33].

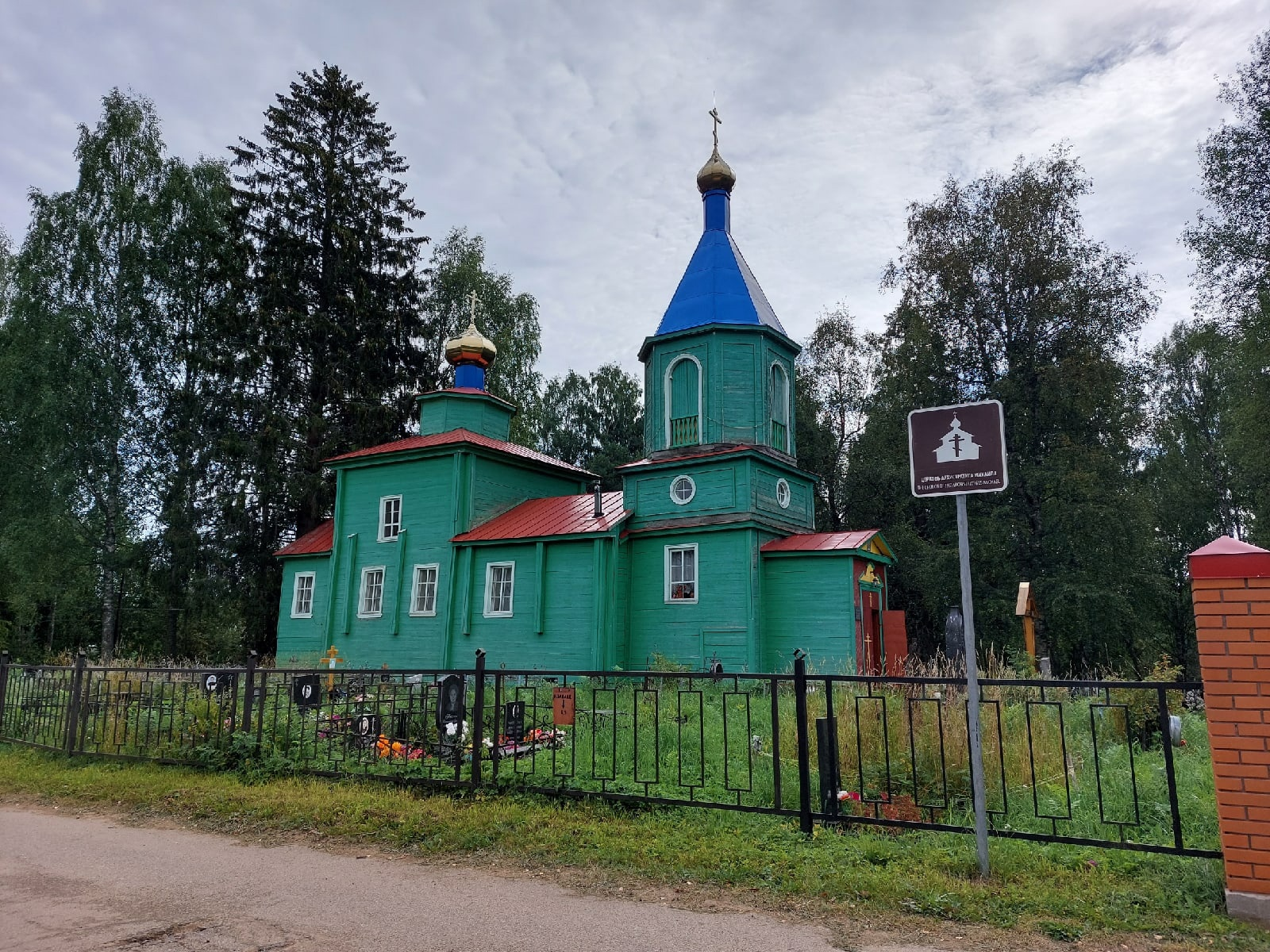
Церковь Михаила Архангела. 2022 год

## Улицы
Алеховщинский переулок, Алеховщинская, Боровая, Высоковольтная, Зуевская, Комплекс территория, Комсомольская, Лодейнопольский переулок, Лодейнопольское шоссе, Молодежная, Набережная, Новая, Новопоселковская, Новосельская, Песочный переулок, Парковая, Пионерская, Подгорная, Разъезжая, Советская, Стоговская, Сторожовская, Стрелковская, Школьная